# Mariehamni repülőtér
A Mariehamni repülőtér (IATA: MHQ, ICAO: EFMA) Finnország egyik nemzetközi repülőtere, amely Mariehamn közelében található. Éves utasforgalma 26 639 fő (2022).

## Futópályák
A repülőtér futópályái:
- 03/21 (1903 m, 60 m, aszfalt)

## Forgalom
Az utasforgalom az elmúlt években az alábbi módon változott:
| Utasok száma | 118 324 | 87 736 | 58 505 | 64 114 | 56 254 | 53 568 | 52 097 | 61 568 | 51 597 | 26 639 |
|              | 1998    | 2001   | 2003   | 2006   | 2009   | 2011   | 2014   | 2017   | 2019   | 2022   |